# Oleodotto NATO Petroleum, Oil and Lubricant
L'oleodotto NATO-POL (acronimo che sta per Petroleum Oil Lubricant) è un sistema completo di terminal marini, depositi di stoccaggio sotterranei e gruppi di pompaggio costruito negli anni sessanta allo scopo di alimentare, almeno per quanto riguarda la rete italiana, con carburante per aerei e mezzi terrestri alcuni aeroporti militari principali situati nel nord-nord est.

## La rete in Europa
L'oleodotto attraversa i confini nazionali per coprire l'intero continente europeo: un braccio arriva fino in Germania, passando attraverso l'Austria. Un terminale della rete si trova a Lisbona, nel porto della capitale portoghese, dove c'è un molo dedicato al sistema Nato-Pol. Altri depositi sono in Gran Bretagna.

## La rete italiana
La frazione italiana della rete, denominata North Italian Pipeline System, finanziata interamente con contributi della NATO, attraversa 6 regioni italiane, 17 province e 136 comuni, dividendosi in tre rami, dal terminale marino della Spezia alle aree POL di Udine e San Giorgio di Cesena (Forlì-Cesena), passando per il nodo di Collecchio (Parma), per un'estensione pari a circa 900 chilometri di condutture. L'approdo marino è oggetto di un progetto di ampliamento, l'upgrade del “La Spezia Sea Terminal (NATO)".
La gestione dell'infrastruttura è affidata al Comando POL NATO, dell'Aeronautica militare italiana, con sede a Parma.
Tra le principali installazioni militari raggiunte dalla rete si annoverano:
- Aeroporto Militare "Luigi Olivari" di Ghedi (BS), sede del 6º Stormo "Alfredo Fusco" dell'Aeronautica Militare
- Aeroporto Militare "Giuseppe Gaeta" di Villafranca di Verona (VR), sede del 3º Stormo "Carlo Emanuele Buscaglia" dell'Aeronautica Militare
- Aeroporto Militare "Vittorio Bragadin" di Istrana (TV), sede del 51º Stormo "Ferruccio Serafini" dell'Aeronautica Militare
- Aeroporto Militare "Mario Visintini" di Rivolto (UD), sede del 313º Gruppo Addestramento Acrobatico dell'Aeronautica Militare
- Aeroporto Militare "Pagliano e Gori" di Aviano (PN), sede del 31st Fighter Wing dell'Forza Aerea degli Stati Uniti
- Aeroporto Militare "Urbano Mancini" di Cervia (RA), sede del 15º Stormo dell'Aeronautica Militare
- Aeroporto Militare "Giannetto Vassura", sede del 7º Reggimento AVES "Vega" dell'Esercito Italiano

La portata dell'oleodotto nella parte italiana raggiunge un massimo di 1 milione e 600 000 litri al giorno (dato al 1999, durante la Guerra del Kosovo).
Inizialmente coperta dal segreto militare, l'esistenza di questa rete di oleodotti sul territorio nazionale fu resa pubblica dal Governo Italiano agli inizi del 2007. La gestione dell'impianto in Italia è affidata alla società privata IG Operation and Maintenance.

## Incidenti dell'oleodotto in Italia
Il 9 marzo 2008 alle ore 7:00 una falla nelle condutture dell'oleodotto nei pressi di Vicenza ha provocato uno sversamento di diverse migliaia di litri di kerosene nel territorio circostante, raggiungendo le falde acquifere nonché le acque dei fiumi Bacchiglione ed Astichello nelle vicinanze di Monticello Conte Otto. Le acque hanno trasportato gli idrocarburi attraverso la città di Vicenza e quindi hanno proseguito il deflusso verso Padova.
Polemiche sono sorte a causa del ritardo con cui le autorità sono intervenute per arginare le conseguenze dell'incidente mediante la chiusura dei rubinetti della conduttura e la posa di opere di contenimento del combustibile e successiva bonifica.
La Procura della Repubblica di Vicenza ha aperto un fascicolo per chiarire le cause dell'incidente nonché del ritardo degli interventi.